# Cecropia albicans
Cecropia albicans är en nässelväxtart som beskrevs av Trec.. Cecropia albicans ingår i släktet Cecropia och familjen nässelväxter. Inga underarter finns listade i Catalogue of Life.